# 6 أكتوبر
- السبت
- الأحد
- الاثنين
- الثلاثاء
- الأربعاء
- الخميس
- الجمعة

- 275 ربيع الآخر 1447  هـ
- 286 ربيع الآخر 1447  هـ
- 297 ربيع الآخر 1447  هـ
- 308 ربيع الآخر 1447  هـ
- 19 ربيع الآخر 1447  هـ
- 210 ربيع الآخر 1447  هـ
- 311 ربيع الآخر 1447  هـ
- 412 ربيع الآخر 1447  هـ
- 513 ربيع الآخر 1447  هـ
- 614 ربيع الآخر 1447  هـ
- 715 ربيع الآخر 1447  هـ
- 816 ربيع الآخر 1447  هـ
- 917 ربيع الآخر 1447  هـ
- 1018 ربيع الآخر 1447  هـ
- 1119 ربيع الآخر 1447  هـ
- 1220 ربيع الآخر 1447  هـ
- 1321 ربيع الآخر 1447  هـ
- 1422 ربيع الآخر 1447  هـ
- 1523 ربيع الآخر 1447  هـ
- 1624 ربيع الآخر 1447  هـ
- 1725 ربيع الآخر 1447  هـ
- 1826 ربيع الآخر 1447  هـ
- 1927 ربيع الآخر 1447  هـ
- 2028 ربيع الآخر 1447  هـ
- 2129 ربيع الآخر 1447  هـ
- 2230 ربيع الآخر 1447  هـ
- 231 جمادى الأولى 1447  هـ
- 242 جمادى الأولى 1447  هـ
- 253 جمادى الأولى 1447  هـ
- 264 جمادى الأولى 1447  هـ
- 275 جمادى الأولى 1447  هـ
- 286 جمادى الأولى 1447  هـ
- 297 جمادى الأولى 1447  هـ
- 308 جمادى الأولى 1447  هـ
- 319 جمادى الأولى 1447  هـ

6 أكتوبر أو 6 تشرين الأوَّل أو يوم 6 / 10 (اليوم السادس من الشهر العاشر) هو اليوم التاسع والسبعين بعد المئتين (279) من السنوات البسيطة، أو الثمانين بعد المئتين (280) في السنوات الكبيسة، وفقًا للتقويم الميلادي الغربي (الغريغوري). يبقى بعده 86 يومًا على انتهاء السنة.

## أحداث
- 1787 - القائد العثماني حسن باشا جزايرلي يغادر مصر بعد فشله في القضاء على المماليك.
- 1927 - عرض أول فيلم ناطق في الولايات المتحدة.
- 1973 - اندلاع حرب أكتوبر بعبور القوات المصرية قناة السويس والقوات السورية لخط آلون في الجولان، وكانت إسرائيل وقتها تحتفل بعيد الغفران.
- 1978 - العراق يطرد آية الله الخميني الذي استقر في باريس.
- 1979 - البابا يوحنا بولس الثاني يستقبل في البيت الأبيض ليكون أول بابا يستقبل فيه.
- 1981 - اغتيال الرئيس المصري محمد أنور السادات خلال العرض العسكري المقام بمناسبة ذكرى حرب أكتوبر، قام بتنفيذ العملية خالد الإسلامبولي الذي أعدم في وقت لاحق.
- 1981 - استحداث ناحية أم قصر بعد أن كان أكثرها تابعاً لناحية سفوان، ومركز قضاء الزبير.
- 1994 - العراق يحشد قواته العسكرية على الحدود مع الكويت في تكرار للأزمة التي بدأت في 2 أغسطس 1990 عندما احتلت قواته الكويت.
- 2000 -
  - استقالة رئيس صربيا سلوبودان ميلوسيفيتش تحت ضغط المظاهرات الشعبية.
  - استقالة نائب رئيس الأرجنتين كارلوس ألفاريز استنكارًا لقضايا الفساد والرشوة.
- 2014 - جون أوكيف وماي بريت موزر وإدوارد موزر يفوزون بجائزة نوبل في الطب لسنة 2014.
- 2015 - جائزة نوبل في الفيزياء تُمنح مناصفة بين عالمي الفيزياء الياباني تاكاكي كاجيتا والكندي آرثر ماكدونالد، وذلك لاكتشافهما ظاهرة تذبذب النيوترينو.
- 2017 - منظمة الحملة الدولية لإلغاء الأسلحة النووية تحصل على جائزة نوبل للسلام.
- 2019 - اختتام بطولة العالم لألعاب القوى 2019، والتي أُقيمت فعالياتها على استاد خليفة الدولي في العاصمة القطرية الدوحة.
- 2020 - منح جائزة نوبل في الفيزياء لكل من أندريا جيز وروجر بنروز وراينهارد جنزيل لعملهم المتعلق بالثقوب السوداء.
- 2021 - بنيامين ليست وديفيد ماكميلان ينالان جائزة نوبل في الكيمياء.
- 2022 -
  - مقتل 36 شخصًا، أغلبهم من الأطفال، في هجوم بدأ بحضانة أطفال في محافظة نونغ بوا لامفو التايلندية، على يد مدمن مخدرات.
  - فوز الكاتبة الفرنسية آني إرنو بجائزة نوبل في الأدب لعام 2022.
- 2023 - ناشطة حقوق الإنسان الإيرانية نرجس محمدي تحوز جائزة نوبل للسلام لعام 2023.

## مواليد
- 1769 - إسحق بروك، قائد في جيش الإمبراطورية البريطانية.
- 1773 - لويس فيليب الأول، ملك فرنسا.
- 1831 - ريتشارد ديدكايند، عالم رياضيات ألماني.
- 1838 - محمود سامي البارودي، رئيس وزراء وشاعر مصري.
- 1846 - جورج ويستينغهاوس، مقاول ومهندس أمريكي.
- 1887 - لو كوربوزييه، معماري سويسري.
- 1888 - رولان غاروس، طيار فرنسي.
- 1903 - إيرنست والتون، عالم فيزياء أيرلندي حاصل على جائزة نوبل في الفيزياء عام 1951.
- 1908 - سيرجي سوبوليف، عالم رياضيات روسي.
- 1914 - ثور هايردال، مستكشف نرويجي.
- 1930 - حافظ الأسد، رئيس الجمهورية العربية السورية.
- 1931 - ريكاردو جياكوني، عالم فيزياء إيطالي أمريكي حاصل على جائزة نوبل في الفيزياء عام 2002.
- 1948 - جيري آدمز، سياسي من أيرلندا الشمالية.
- 1956 - صادق الأحمر، شيخ قبيلة حاشد اليمنية.
- 1963 - إليزابيث شو، ممثلة أمريكية.
- 1964 - توم جاغر، سباح أمريكي.
- 1966 - نيال كوين، لاعب ومدرب كرة قدم أيرلندي.
- 1971 - آلان ستبس، لاعب كرة قدم إنجليزي.
- 1972 - مارك شوارزر، لاعب كرة قدم أسترالي.
- 1973 - سيلفان ليغفينسكي، لاعب كرة قدم فرنسي.
- 1974 -
  - جيرمي سيستو، ممثل أمريكي.
  - والتر سينتينو، لاعب كرة قدم كوستاريكي.
- 1978 -
  - ريم البارودي، ممثلة مصرية.
  - ريكي هاتون، ملاكم إنجليزي.
- 1980 -
  - أحمد صبيح، لاعب كرة قدم كويتي.
  - عبد الله مييته، لاعب كرة قدم إيفواري.
- 1981 - زوراب كيزانيشفيلي، لاعب كرة قدم جورجي.
- 1984 - أصيل هميم، مغنية عراقية.
- 1988 - ماكي هوريكيتا، ممثلة يابانية.
- 1998 - جويل أندرسون، لاعبة كرة قدم أمريكية.

## وفيات
- 1553 - شاهزاده مصطفى، الابن البكر لسليمان القانوني.
- 1892 - ألفريد تنيسون، شاعر إنجليزي.
- 1912 - أوجست ماري فرنسوا برناريت، سياسي بلجيكي حاصل على جائزة نوبل للسلام عام 1909.
- 1951 - أوتو مايرهوف، طبيب ألماني حاصل على جائزة نوبل في الطب عام 1922.
- 1953 - أمين ناصر الدين، صحفي وروائي ولغوي لبناني.
- 1960 - كاريل أبسولون، عالم تشيكي.
- 1981 - محمد أنور السادات، رئيس جمهورية مصر العربية الثالث حاصل على جائزة نوبل للسلام عام 1978.
- 1989 -
  - هوارد جارنز، مخترع لعبة السودوكو
  - بيت ديفيس، ممثلة أمريكية.
- 1992 - دنهولم إليوت، ممثل بريطاني.
- 2002 - الأمير كلاوس، زوج بياتريكس ملكة هولندا.
- 2012 - الشاذلي بن جديد، رئيس الجزائر.
- 2017 - محمود إبراهيم سلامة، خطاط مصري.
- 2018 - مونتسيرات كابالي، مغنية أوبرا إسبانية.
- 2021 - عبد الله بن إدريس، أديب وشاعر سعودي.
- 2022 - حفيظة الحسناوية، مغنية مغربية.
- 2024 - يوهان نيسكينز، لاعب كرة قدم هولندي.

## أعياد ومناسبات
- ذكرى العبور في مصر، ذكرى حرب تشرين في سوريا.
- عيد القوات المسلحة في مصر.
- عيد العمل في أستراليا.

## وصلات خارجية
- وكالة الأنباء القطريَّة: حدث في مثل هذا اليوم.
- أرشيف مصر: حدث في مثل هذا اليوم.
- BBC: حدث في مثل هذا اليوم.